# Lu.Ci-Ana
Lu.Ci-Ana – drugi album studyjny brytyjskiego zespołu Juno Reactor wydany 4 lipca 1994 w Wielkiej Brytanii przez wytwórnię Inter-Modo. Na album składa się tylko jeden utwór trwający ponad godzinę utrzymany w minimalistycznym klimacie ambientu.

## Premiery
- 4 VII 1994 - CD: [INTER-MODO: INTA002CD]

## Lista utworów
1. Lu.Ci-Ana (61:22)